# SS Kroonland
O SS Kroonland foi um transatlântico da International Mercantile Marine (IMM) desde sua botadura em 1902 até seu desmantelamento em 1927. Kroonland era a nau-irmã do Finland, do Vaderland e do Zeeland, da mesma empresa. O Kroonland navegou pela Red Star Line da IMM por 15 anos e também pelas linhas American Line e Panama Pacific Line, ambas da IMM. Durante a Primeira Guerra Mundial, o navio serviu como transporte no Exército dos Estados Unidos, sob a bandeira USAT Kroonland até abril de 1918, e como auxiliar da Marinha Americana sob a bandeira USS Kroonland (ID-1541) de abril de 1918 a outubro de 1919.
Anunciado pela Red Star Line em 1899, o Kroonland teve sua construção concluída em 1902 pela William Cramp & Sons, da Filadélfia. Quando lançado, era o maior navio a vapor americano já construído. Partiu de Nova York para Antuérpia em sua primeira viagem em junho de 1902, iniciando o serviço na rota em que navegaria pelos próximos doze anos. De acordo com o The New York Times, o Kroonland tornou-se o primeiro navio a emitir um pedido de socorro sem fio no mar quando pediu ajuda por rádio durante uma tempestade em 1903. Em outro evento pioneiro no rádio, o Kroonland recebeu a "primeira transmissão real da história" em dezembro de 1906. O Kroonland foi um dos dez navios que vieram em auxílio do Volturno, que viu-se em chamas no meio do Atlântico em outubro de 1913. Apesar dos mares tempestuosos, o Kroonland conseguiu levar a bordo 89 sobreviventes, pelo que o capitão e a tripulação receberam honrarias, incluindo as Medalhas de Ouro do Congresso dos EUA.
Quando o início da Primeira Guerra Mundial em agosto de 1914 causou a interrupção de seu serviço à Bélgica, o Kroonland passou a fazer rotas alternativas. Em uma viagem ao Mediterrâneo em outubro de 1914, o Kroonland foi detido pelas autoridades britânicas em Gibraltar, e parte de sua carga foi confiscada em meio a disputas diplomáticas entre os então neutros Estados Unidos e o Reino Unido. Durante uma circunavegação fretada da América do Sul em fevereiro de 1915, o Kroonland se tornou o maior navio de passageiros até hoje a transitar pelo Canal do Panamá. O Kroonland foi colocado na linha Nova York - Canal do Panamá - San Francisco, até que um deslizamento de terra fechou temporariamente o canal. De volta ao serviço transatlântico, o Kroonland foi um dos primeiros navios dos EUA armados pela Marinha para defesa contra ataques de submarinos alemães. Em maio de 1917, o Kroonland foi atingido por um torpedo que não detonou, causando apenas danos menores ao navio.
Após a entrada dos Estados Unidos na Primeira Guerra Mundial, o Kroonland serviu como transporte de tropas para o Exército e a Marinha dos EUA. O navio fez seis viagens transportando tropas até a França antes do armistício e mais oito viagens posteriormente, transportando quase 38.000 soldados no total. Retornada à IMM no final de 1919, o Kroonland ardeu em um incêndio no estaleiro em janeiro de 1920 enquanto estava sendo convertido para o serviço de passageiros. O navio retomou o serviço no Atlântico Norte em abril, permanecendo lá até retornar ao trajeto Nova York - San Francisco em 1923. O Kroonland inaugurou o trajeto de inverno Nova York - Miami da IMM de dezembro de 1925 a março de 1926, mas aportou em Hoboken, Nova Jersey, quando a IMM não retomou a rota de Miami no ano seguinte. O navio foi vendido e desmantelado em Gênova em 1927.

## Design e construção
Em julho de 1899, a Red Star Line anunciou planos para a construção de quatro grandes transatlânticos. Dois navios, o Kroonland e o Finland, seriam construídos na William Cramp & Sons, na Filadélfia, e os outros, Vaderland e Zeeland, na John Brown & Company, de Clydebank, na Escócia. Em meados de abril de 1901, os dois navios de fabricação escocesa já estavam concluídos e navegando a serviço da Red Star, com a construção do par americano já em andamento.
O Kroonland e sua nau-irmã Finland, de 12,760 TAB(toneladas de arqueação brutas) cada, eram ligeiramente maiores que o Vaderland e do que o Zeeland. Os navios americanos eram os maiores navios a vapor construídos nos Estados Unidos na época de seu lançamento, e eram os navios civis de maior tonelagem já construídos pela William Cramp. O Kroonland estava a 560 pés (170,7 m) de comprimento (pp) e 60 pés (18,3 m) de boca, com uma profundidade moldada de 42 pés (12,8 m). Seu casco era de aço e quase todos os rebites foram fixados com pistolas pneumáticas.
O Kroonland era capaz de navegar a uma velocidade de até 17 nós (31 km/h)   através de dois motores a vapor de expansão tripla. Os motores geravam 5,100 cavalos de potência (3,800 kW) e tinham cilindros de 32,5 polegadas (83 cm), 54 polegadas (140 cm) e 89,5 polegadas (227 cm) com 42 polegadas (110 cm) de curso. A bordo, estavam nove caldeiras "Scotch" a carvão com uma área de aquecimento de 22 400 pés quadrados (2 100 m2), uma área de grade de 643 pés quadrados (60 m2) e pressão operacional de 170 libras por polegada quadrada (1 200 kPa). O casco tinha onze compartimentos vedados com anteparos reforçados, e foi projetado para continuar a flutuar com até dois compartimentos inundados. Os armazéns de carvão do Kroonland rodeavam as caldeiras, de forma a oferecer alguma proteção caso o navio fosse utilizado em tempos de guerra.

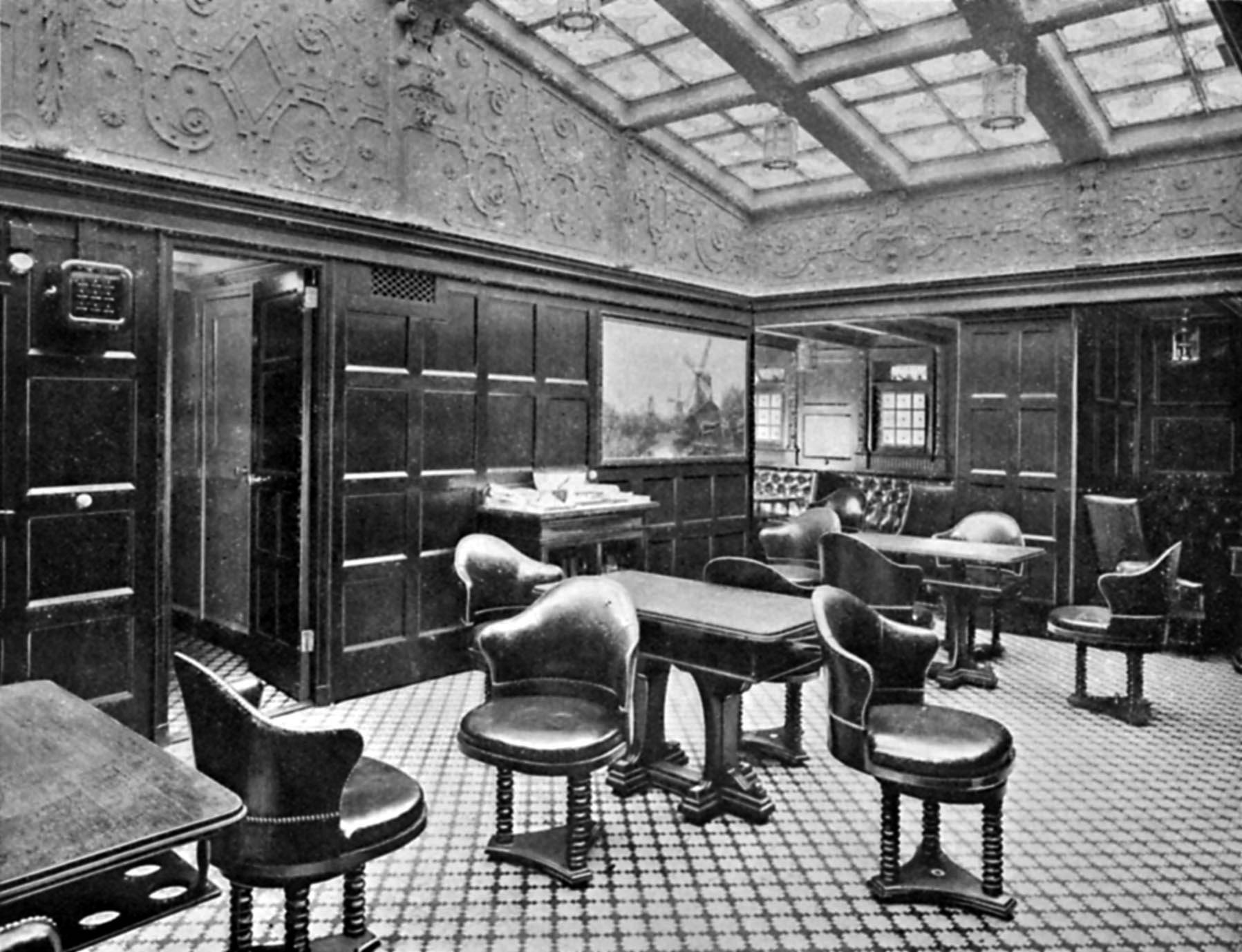
A sala dos fumantes da primeira classe no SS Kroonland, em meados de 1909

A área sob o convés principal era capaz de suportar até 11 toneladas de carga e provisões. Os tanques d'água a bordo conseguiam carregar 200 toneladas de água. Câmaras de armazenamento refrigeradas eram usadas para carnes e outros produtos perecíveis.
As acomodações para os passageiros da terceira classe ficavam no convés principal: três compartimentos masculinos à frente, e um único compartimento familiar na traseira. O compartimento familiar contava com cabines contendo dois, quatro ou seis beliches. Todos os compartimentos possuíam salas de jantar bem-iluminadas e corredores largos que levavam aos lavabos e casas de banho no convés superior.
O andar superior abrigava instalações para oficiais e passageiros de primeira e segunda classe. Um longo castelo de proa continha as acomodações para a tripulação e os oficiais menores, um hospital e os lavabos da terceira classe. As cabines de primeira classe para 106 passageiros ficavam localizadas perto do meio do navio. Na retaguarda, entre as chaminés, ficava a sala de jantar dos passageiros da primeira classe, que se ocupava toda a largura do navio. Com capacidade para 208, a sala tinha móveis de mogno e painéis de madeira acetinada com incrustações decorativas, e um teto de claraboia de vidro que se estendia por dois conveses. Além dessa área estavam as cozinhas, copas e despensas que serviam a todas as classes de passageiros. Mais adiante, ficava a sala de jantar dos passageiros da segunda classe, que acomodava 120 pessoas. Esta também ocupava toda a largura do navio e tinha móveis de mogno, mas era decorada de maneira mais simples, revestida com tapeçaria e um chão de cor creme. Após a área de jantar, havia cabines para 76 passageiros da segunda classe.
Um convés de 220 pés (67 m) de comprimento continha cabines para outros 204 passageiros da primeira classe e 120 da segunda classe. Na traseira, havia um camarote que continha uma sala social para passageiros de terceira classe. Um convés de passeio estava localizado acima e era permanentemente cercado por um convés de barco, onde os 20 botes salva-vidas de aço do Kroonland ficavam atracados. O convés de passeio abrigava a biblioteca e a sala dos fumantes da primeira classe.
O Kroonland foi lançado na tarde de 20 de fevereiro de 1902 em uma cerimônia pequena e informal. A Sra. Rodman Griscom batizou o navio, mas o Kroonland sequer se mexeu no estaleiro; visto que o tempo frio congelara o sebo usado para lubrificar a madeira. Macacos hidráulicos foram usados para que fosse possível finalmente libertar o navio para seu mergulho no rio Delaware.

## Serviço para a Red Star Line, 1902-1914
O Kroonland navegou em sua viagem inaugural de Nova York a Antuérpia em 28 de junho de 1902, trajeto no qual permaneceu pelos doze anos seguintes. Nestes primeiros anos de serviço, esteve envolvido em dois eventos de rádio pioneiros. Após uma falha do sistema de direção, a 130 milhas náuticas (240 km)   a oeste de Fastnet Rock, durante um vendaval no início de dezembro de 1903, a tripulação do navio conseguiu comunicar sua situação através do sistema wireless Marconi, tornando-se, de acordo com o que se pode constatar numa vista contemporânea das notícias da época, o primeiro navio em perigo a usar o sistema sem fio. O Kroonland ancorou em Queenstown, na Irlanda, para reparos e transferiu seus passageiros e mercadorias para navios da White Star Line, outra subsidiária da IMM. O outro evento pioneiro ocorreu em 24 de dezembro de 1906, quando o operador de rádio sem-fio do navio ouviu—em vez dos habituais pontos e traços do código morse—a voz de uma mulher cantando. O canto foi seguido por uma gravação do "Largo" de Handel, uma leitura de poesia, e mais músicas tocadas em fonógrafos. O navio recebia o que o jornalista e autor Robert St. John chamou de "primeira transmissão real da história", originada pelo pioneiro do rádio Reginald Fessenden, de Brant Rock, no Massachusetts.
Durante seu tempo no trajeto Nova York - Antuérpia, o Kroonland era frequentemente atingido pelas tempestades típicas do Atlântico Norte. Em novembro de 1904, uma agência de notícias de Bruxelas relatou um boato de que o navio havia afundado em uma tempestade no meio do oceano. O relatório—provado falso quando o Kroonland atracou em segurança em Nova York—recebeu ampla cobertura na imprensa americana. Durante uma forte tempestade de dezembro, o navio foi atingido por um vagalhão cuja altura atingia o topo de suas chaminés. A enorme onda caiu sobre o convés e fez parar o navio. Um passageiro belga teve uma de suas pernas quebrada ao ser atirado contra uma parede, e um tripulante que ocupava seu posto de guarda na gávea foi derrubado e desceu rolando até o convés 40 pés (12 m) abaixo, sofrendo apenas ferimentos leves.
Em outra tempestade de dezembro, um dos dois eixos de transmissão do Kroonland quebrou enquanto o navio margeava as Ilhas Sorlingas. Usando o único eixo restante, o navio conseguiu navegar de volta até Southampton, onde dois reboques levaram-no até o porto. Os passageiros foram transferidos para o Majestic para seguirem viagem até Nova York, enquanto o Kroonland ingressava nas docas-secas em Southampton. Uma vez instalado um novo eixo de transmissão, o navio deixou o porto—sem passageiros ou carga—rumo a Nova York, onde chegou em 2 de janeiro de 1908. Em fevereiro de 1910, severas tempestades de inverno no Atlântico Norte extendeu em duração uma das viagens a oeste do Kroonland, atrasando sua chegada em Nova York em três dias. Em maio, o Kroonland quebrava mais um eixo de transmissão e, mais uma vez, navegou até Southampton para reparos.
Nem todos os percalços do navio foram relacionados a tempestades. No final de abril de 1911, o Kroonland atingiu o quebra-mar em Dover Harbor, danificando o mecanismo de direção e atrasando a viagem em um dia. Em 8 de janeiro de 1913, o Kroonland encalhou no Canal Ambrose durante uma forte neblina ao sair de Nova York. Os reboques levaram seis horas até que fosse possível libertar o navio da lama macia onde ficara preso.
A Red Star Line mudou o registro do Kroonland de americano para belga em 6 de novembro de 1908 em Antuérpia. Uma razão dada para a mudança foi permitir que a Red Star contratasse equipes não americanas a um custo menor. O navio fez sua primeira viagem sob a bandeira belga no dia seguinte. Em maio de 1911, a tripulação do Kroonland, devido a rumores de uma greve iminente de marinheiros britânicos, recusou-se a apresentar-se ao serviço para a próxima viagem do navio, forçando a Red Star a contratar uma tripulação substituta.
A International Mercantile Marine apresentou uma licitação por um contrato de dez anos para o Kroonland e o Finland para transportar correio dos EUA entre Nova York e San Francisco após a abertura do Canal do Panamá. Por lei, apenas navios que navegassem sob a bandeira americana poderiam transportar correio dos EUA sob contrato. Também se previa que navios com bandeira dos EUA receberiam tratamento preferencial para pedágios. Em uma curta cerimônia a bordo do navio no porto de Nova York, em 27 de dezembro de 1911, a bandeira belga foi abaixada e a bandeira americana foi hasteada ao som do hino nacional norte-americano, executado pela banda do navio; pouco antes de sua partida para Antuérpia.

### Resgate do SSVolturno
Por volta das 06:00 do dia 9 de outubro de 1913, o Volturno, um navio da Royal Line sob fretamento para a Uranium Line, pegou fogo durante um vendaval no Atlântico Norte. A tripulação lutou contra o incêndio por cerca de duas horas, mas, percebendo a gravidade do incêndio e as limitadas opções para controlá-lo em alto mar, o capitão Francis Inch pediu ao seu operador de rádio sem-fio que enviasse sinais de SOS. O Kroonland, que viajava para oeste e já se encontrava para além da posição do Volturno, voltou-se para o leste para ajudar o navio em chamas. Nesse meio tempo, vários dos botes salva-vidas do Volturno com mulheres e crianças a bordo foram lançados com resultados trágicos: todos aqueles a bordo dos botes salva-vidas foram mortos quando os barcos viraram ou foram esmagados pelo casco do navio.

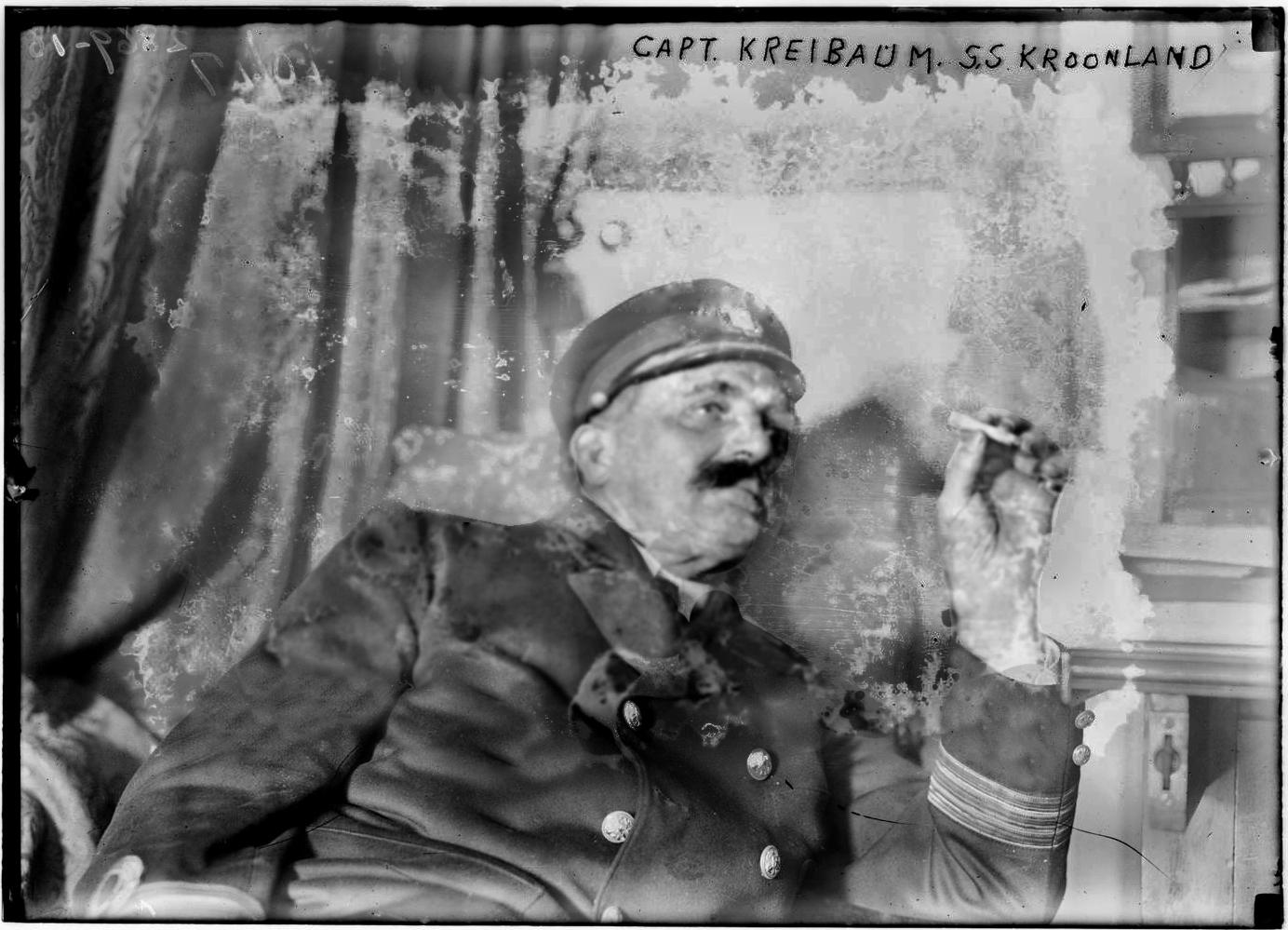
Por seu papel ajudando vítimas do incêndio no, o capitão do Kroonland, Paul H. Kreibohm, foi feito um Cavaleiro da Ordem da Coroa da Bélgica, e recebeu um relógio de ouro, uma Medalha de Ouro do Congresso, e uma medalha de prata de "galanteria marítima".

Ao todo, dez navios atenderam aos pedidos de socorro, chegando ao longo do dia e no seguinte. O Kroonland chegou por volta das 17:00, e às 20:00 havia lançado um barco salva-vidas com uma equipe de voluntários. O barco não conseguiu se aproximar do navio em chamas. O bote salva-vidas do Kroonland retornou às 22:30 com uma tripulação exausta e a única pessoa que se atreveu a enfrentar o salto e mergulho nas águas agitadas. O capitão J.C. Barr, do Carmania—o primeiro navio a chegar—assumiu o comando do esforço de resgate. Barr fez os navios formarem uma espécie de "linha de batalha" e circularem lentamente o navio em chamas, enquanto o Carmania mantinha um holofote sobre o Volturno e um outro navio varria o círculo de embarcações de resgate para ajudá-los a evitar colisões. Apesar dos esforços do Carmania, o Kroonland e o La Touraine, da linha francesa, quase colidiram, chegando somente a—segundo um passageiro—a 15 pés (4,6 m) de um possível impacto.
O bote salva-vidas do Kroonland, tripulado por uma nova equipe, voltou ao Volturno e voltou com 13 passageiros do convés inferior. A bordo do Volturno, a tripulação e alguns passageiros do sexo masculino, tendo falhado em extinguir o incêndio, conseguiram ao menos impedir que ele se alastrasse até os porões de carga traseiros, sobre os quais os restantes passageiros ainda a bordo estavam reunidos. Pouco antes do amanhecer, uma grande explosão—provavelmente vinda das caldeiras—abalou o Volturno, e os tripulantes envolvidos no resgate sentiram que o navio, que não corria o risco iminente de afundar até esse ponto, poderia agora afundar a qualquer momento. O petroleiro Narragansett ligou as bombas e borrifou óleo lubrificante no mar para ajudar a acalmar a superfície. O efeito combinado do óleo e de um eventual abrandamento da tempestade permitiu que muitos mais botes salva-vidas pudessem ser enviados para ajudar o Volturno. O Kroonland lançou mais dois botes e salvou mais 75 passageiros e tripulantes, incluindo o Capitão Inch, a última pessoa a deixar o navio danificado. Ao todo, cerca de 520 passageiros e tripulantes foram resgatados pelos dez navios; 89 somente no Kroonland. A perda de vidas foi limitada a cerca de 130, principalmente mulheres e crianças, mortos após os primeiros lançamentos de botes salva-vidas.
Com todos os barcos recuperados às 09:00, os navios retomaram seus cursos originais. O Kroonland virou para o oeste e seguiu para os Estados Unidos, a sofrer de um eixo de transmissão danificado, que o desacelerou para 12 nós (22 km/h). Durante sua lenta viagem até Nova York, os passageiros de cabine do Kroonland redigiram uma resolução em homenagem ao capitão Kreibohm e à tripulação por suas ações durante o resgate e arrecadaram US$ 700 para o benefício dos sobreviventes do Volturno. O Kroonland finalmente ancorou em Nova York em 16 de outubro.
A tripulação, como as dos outros nove navios envolvidos, recebeu muitos elogios por seus esforços de resgate. Depois de enviar ao navio um telegrama congratulatório no momento do resgate, o Rei Albert I da Bélgica nomeou o capitão Kreibohm cavaleiro da Ordem da Coroa da Bélgica, em janeiro de 1914. Ao mesmo tempo, o governo belga concedeu sua condecoração cívica de terceira classe para o terceiro oficial do Kroonland, e a condecoração cívica de primeira classe para seis tripulantes e um mordomo. Em março, o Rei George V, do Reino Unido, por recomendação da Junta Comercial, concedeu a 39 membros da tripulação do navio a medalha de prata de "galanteria marítima," juntamente com um prêmio de 3 libras. Os tripulantes de todos os dez navios receberam medalhas de galanteria marítima, mas nenhum outro navio recebeu mais medalhas do que o Kroonland. Mais tarde, em março, o Congresso dos Estados Unidos honrou Kreibohm com um relógio de ouro, os oficiais do Kroonland—incluindo Kreibohm—com medalhas de ouro do congresso, e outros tripulantes com cinco medalhas de prata e 25 medalhas de bronze. Em abril, a Associação Benevolente de Salvamento de Nova York concedeu sua Medalha de Salvamento a Kreibohm, quatro oficiais e 35 tripulantes. Em junho de 1916, Kreibohm foi condecorado com a Cruz de Honra Americana pelo deputado Henry Bruckner.
O Kroonland retomou seu serviço normal de Nova York – Antuérpia até 11 de agosto de 1914, quando chegou a Nova York com passageiros que haviam escapado por pouco das hostilidades começando a envolver o continente europeu.

### Passageiros Notáveis
Durante o pré-guerra, em seus trajetos Nova York – Antuérpia, o Kroonland transportou um contingente interessante de passageiros notáveis. No dia 1.º de agosto de 1904, uma das passageiras do navio chegou a Nova York com uma história algo misteriosa – ela dizia ter saído para jantar em Antuérpia e, ao acordar, viu-se de repente em alto-mar, tendo em posse unicamente o vestido branco de seda que vestia. Sem qualquer dinheiro ou bagagem, ela teve sua entrada impedida nos Estados Unidos, sendo forçada a permanecer a bordo no navio. Após ter sua aventura contada pelo New York Times, ela recebeu cartas e telegramas que até incluíam pedidos de casamento. Sua procedência e cartas de crédito eventualmente verificaram sua identidade, mas ela acabou por ser deportada quando um médico de Nova York lhe declarou insana. Mais tarde no mesmo mês, o New York Times mencionou reclamações dos passageiros de primeira classe acerca de privilégios para seus cães, e sobre as más condições do canil a bordo do Kroonland. Uma passageira estava determinada a manter seu cão com ela dentro de sua cabine, e uma vez que outros se haviam juntado a ela na retirada de suas companhias caninas do canil, a tripulação do Kroonland teve de tomar os cães e levá-los todos de volta ao canil. Muitos dos donos de cães recusaram-se a falar com aqueles involvidos pelo resto da viagem.
Em 27 de maio de 1905, a escritora norte-americana Molly Elliot Seawell navegou para a Europa a bordo do Kroonland, no dia em que seis navios, com mais de 1500 passageiros, partiram de Nova York. Em outubro, Helen Taft retornou da Europa no Kroonland e foi recebida por seu marido, o secretário de Guerra William Howard Taft. No agosto seguinte, Henry Yates Satterlee, o primeiro bispo episcopal de Washington, retornou a bordo do Kroonland de uma excursão de seis semanas pelas catedrais da Europa, durante a qual observou elementos de design bons e ruins de catedrais em preparação para a construção da Catedral Nacional de Washington. Também retornando na mesma viagem estavam o almirante Charles Sperry e o tenente Daniel W. Wurtsbaugh, da Marinha dos EUA, e o brigadeiro-general Robert O'Reilly, cirurgião geral do exército dos EUA; todos eram delegados americanos na Segunda Convenção de Genebra. Não foi a primeira viagem no Kroonland para Satterlee e O'Reilly. Satterlee já estivera a bordo do transatlântico no mês de maio anterior para visitar a cidade termal de Bad Nauheim, em Hesse; O'Reilly estava na viagem de novembro de 1904 em que o Kroonland havia sido relatado como afundado.
O Kroonland foi também palco de uma tentativa de assassinato-suicídio em outubro de 1908. Dois conhecidos do convés inferior discutiram sobre uma jovem passageira da segunda classe que ambos conheciam. Um homem jogou uma faca no outro—ferindo-o apenas levemente—e depois fugiu e pulou sobre a balaustrada no Canal da Mancha, perto de Dover. O senador americano Benjamin Tillman e sua esposa estavam a bordo do navio na época e viram o jovem pular no mar. Embora o navio tenha lançado um barco para procurá-lo, nenhum vestígio dele foi encontrado, e presumiu-se que o homem se tinha afogado.

As atrizes americanas Kitty Cheatham e Isabel Irving—cada uma delas casada com um homem diferente de mesmo nome, W. H. Thompson—viajaram a bordo do Kroonland em maio de 1910. Alertadas para a presença uma da outra durante uma confusão quanto a uma carta endereçada à "Sra. W. H. Thompson," as atrizes—velhas amigas, tendo ambas trabalhado na companhia de teatro de Augustin Daly—dividiram uma cabine para a viagem. Mais tarde naquele mês, o navio serviu como o "navio a vapor da Conferência Missionária Mundial" oficial para delegados e representantes a caminho da Conferência Missionária Mundial em Edimburgo, Escócia. Honda Yoitsu, dito o único bispo episcopal metodista japonês, estava entre os que estavam no navio quando o mesmo partiu em 31 de maio. Uma série de notícias relatou algumas das atividades incomuns a bordo do Kroonland durante esta viagem. Entre eles estavam os cultos devocionais matinais realizados diariamente na sala de jantar do navio, e o canto espontâneo de hinos no convés todas as noites.